# Priapeus
Der Priapeus (griech. Priapeion) ist in der antiken Verslehre ein nach dem Fruchtbarkeitsgott Priapos benanntes äolisches Versmaß, das aus einer durch Dihärese getrennten Verbindung eines (1. oder 2.) Glykoneus und eines Pherekrateus besteht, also gl ‖ pher in metrischer Formelnotation.
Er erscheint in der Lyrik der Sappho und des Anakreon, in Komödie, Satyrspiel und Priapea und wurde in der lateinischen Dichtung insbesondere von Catull nachgebildet (Carmina 17), wobei er die Form
—×—◡◡—◡— ‖ —×—◡◡—◠
verwendete, also eine Verbindung von 2. Glykoneus und 2. Pherekrateus. Der achte und der neunte Vers:
quendam municipem meum de tuo volo ponte

ire praecipitem in lutum per caputque pedesque,
In der Übersetzung von Theodor Friedrich Heyse:
Einen unserer Bürgersleut' wünsch ich über die Brücke,

Kopf hinunter und Füße nach, strudelwärts zu befördern;
Außerdem findet sich der Priapeus bei Vergil und Maecenas.
In der deutschen Dichtung findet sich der Priapeus unter anderem bei Friedrich Rückert, der ihn für ein Ghasel verwendet, also als Reimvers. Die ersten vier Verse von An J. von Hammer:
Jüngst am blühenden Rosenhag sprach mit wichtiger Miene

Gegen Sängerin Nachtigall Honigsammlerin Biene:

Immer saugest du Rosenduft, immer Duft nur der Rosen,

Kosest immer vom glühenden Rosenlippenrubine.